# Østrigs bridgesportforbund
Østrigs bridgesportforbund (på tysk Österreichischer Bridgesportverband, forkortet ÖBV) er det nationale bridgeforbund i Østrig, stiftet i 1929.
Forbundet er medlem af World Bridge Federation (WBF), har Doris Fischer som formand og hovedsæde i Wien. I årene, der fulgte efter 2. verdenskrig, var Østrig en stærk bridgenation.[kilde mangler]
Organisationen er opdelt i fire regionale forbund, der repræsenterer hhv. Niederösterreich (øst), Oberösterreich (nord), Steiermark (syd) og hovedstaden Wien. De tre næstformænd , Georg Engl , Jörg Eichhölzer og Helmuth Ölsinger , repræsenterer ligeledes hhv. øst, nord og syd.
Paul Stern var ÖBV's første formand.